# Циркон
 Тази статия е за минерала.  За химичния елемент вижте цирконий.  
 Тази статия е за минерала.  За изкуствен диамант вижте фианит.  
Цирконът е минерал с химическо наименование циркониев силикат и химическа формула ZrSiO4, полускъпоценен камък, известен с разнообразните си цветови оттенъци: безцветен, жълт, червен, оранжевочервен, зелен, син, кафяв и черен и др. Хиацинт се нарича разновидност на циркона с жълточервен или червенокафяв цвят. Безцветният циркон по блясък прилича на диаманта и се използва като негов заместител.
Названието си цирконът получава от персийската дума zargun, която означава „златист камък“.